# 4944 Kozlovskij
4944 Kozlovskij è un asteroide della fascia principale. Scoperto nel 1987, presenta un'orbita caratterizzata da un semiasse maggiore pari a 2,7437889 UA e da un'eccentricità di 0,0654675, inclinata di 4,49340° rispetto all'eclittica.
È intitolato la tenore ucraino Ivan Semënovič Kozlovskij.